# Oscylacja antarktyczna
Oscylacja Antarktyczna (ang. Antarctic Oscillation; AAO) znana jest także jako Południowa Zmienność Okrążeniowa (ang. Southern Annular Mode; SAM) jest definiowana jako pas silnych wiatrów zachodnich lub niskiego ciśnienia otaczający Antarktykę, który przesuwa się na północ lub południe. Jest to czynnik klimatyczny w Australii, wpływający na warunki pogodowe w kraju – jest powiązany z burzami i frontami chłodnymi, które przemieszczają się z zachodu na wschód, przynosząc opady w południowej Australii. Podobnie jak jak w przypadku Oscylacji Arktycznej indeks jest wyznaczany na podstawie empirycznych funkcji ortogonalnych klimatologii ciśnienia, z tą różnicą że wykorzystywane jest ciśnienie na 700hPa.